# Inga Abitovová
Inga Eduardovna Abitovová (rusky Инга Эдуардовна Абитова; * 6. března 1982, Novokujbyševsk, Samarská oblast) je ruská atletka, běžkyně, která se věnuje dlouhým tratím.
K jejím největším úspěchům patří titul mistryně Evropy v běhu na 10 000 metrů, který vybojovala v roce 2006 v Göteborgu. O čtyři roky později získala na stejné trati na evropském šampionátu v Barceloně stříbro. Na Mistrovství světa v atletice 2007 v Ósace závod dokončila na 12. místě. V roce 2008 reprezentovala na letních olympijských hrách v Pekingu, kde doběhla na 6. místě.
Věnuje se také maratonu. V roce 2005 se stala v čase 2.38:20 vítězkou bělehradského maratonu a v roce 2009 zvítězila na prvním ročníku maratonu v Yokohamě. V roce 2010 doběhla druhá na londýnském maratonu v novém osobním rekordu 2.22:19. O 19 sekund byla rychlejší jen Lilija Šobuchovová.

## Doping
V listopadu roku 2012 ji národní atletický svaz kvůli dopingu potrestal dvouletým zákazem startů. V jejím biologickém pasu byly abnormální hodnoty hematokritu. Zároveň byla zpětně diskvalifikována ze všech závodů, kterých se zúčastnila v období od 10. října 2009 do 11. října 2012.